# Aracnofobia

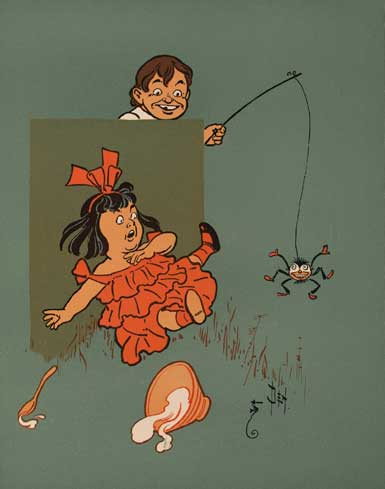
La paura associata all'aracnofobia può essere provocata anche da un oggetto somigliante a un ragno

L'aracnofobia (dal greco antico: ἀράχνη?, aráchnē, "ragno" e φόβος, phóbos, "paura") è una fobia specifica, un'irrazionale paura verso i ragni. È conosciuta anche come aracnefobia.

## Descrizione
Può presentarsi in vari livelli di intensità, dal disgusto alla forma più forte di repulsione, fino a un livello di incontrollabile orrore che porta ad attacchi di panico, fuga e altre reazioni fuori della lucidità. In alcuni casi anche una foto o un disegno molto realistico di un ragno possono provocare la paura. È una fobia molto diffusa e a essa sono legati molti dei significati che il folklore e l'immaginario associano ai ragni.